# Bugris

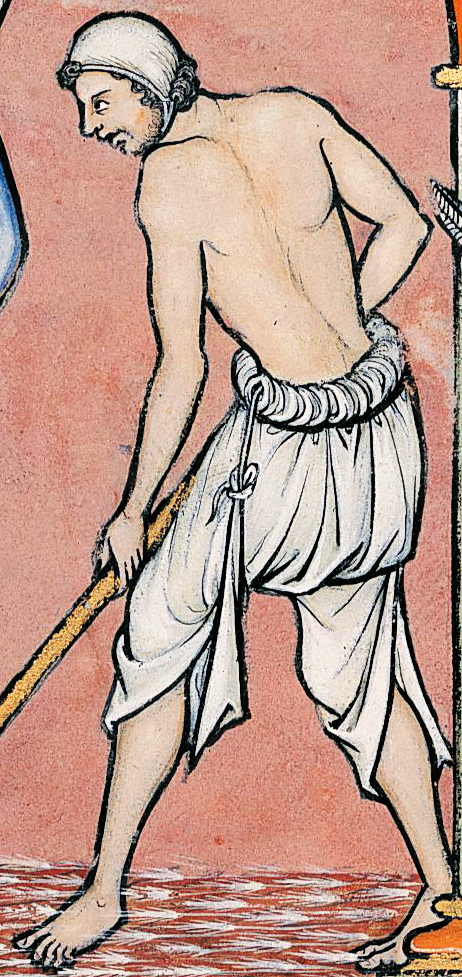

A bugris jelentése a mai köznyelvben: faragatlan személy, akinek viselkedésén megmutatkozik a műveletlensége, durvasága.

## A szó eredete
Idézet Nádasdy Ádám cikkéből:
Európán a 10. században eretnekségi hullám söpört végig, melynek kiindulópontja a Balkán volt. A mozgalmat a „katarok” (tiszták) összefoglaló néven szokás emlegetni, de országonként saját nevük is volt: Bulgáriában a bogumilok, Itáliában a patarénusok, Franciaországban az albigensek. Minthogy a mozgalom Bulgáriából terjedt nyugat felé, a külvilág egyszerűen „bolgároknak” nevezte őket. Így jutott el az eretnekséggel együtt maga a bulgarus szó is az ófrancia nyelvbe, ahol boulgre, majd bougre (ejtsd: „búgrö”) lett belőle. Elfelejtődött, hogy e szó eredetileg egy kelet-európai országra utalt, s már „eretnek, hitszegő” értelemben élt. Ekkor a németbe is bekerült (Buger), már szelídebb jelentésben: „paraszt, bunkó, tökfilkó”. Végül ez a német Buger a magyarba is átjött (…). Ebből származik a magyar bugris is.
(Forrás Archiválva 2006. január 10-i dátummal a Wayback Machine-ben, megjelent: Magyar Narancs, 2001. február 15.)

## A bugris szó jelentésváltozatai
A bugris szó jelentése az idők folyamán jelentős változásokon ment át. Az általunk legkorábbra becsült értelmezések szerint a bugris szó még csak melléknévként szerepel az ember szavunk előtt. A legrégebbi értelmező szótáraink (CzF., Ball.) szerint a bugris ember jelentése „pórias ember”.
A 20. században írt értelmező szótárak már nemcsak melléknévként, hanem főnévként is jelölik a szó jelentését, ebből következtethetünk, hogy a szó jelentése módosult a történelem során. Az újabb szótárak szerint a bugris szó melléknévként használatos jelentése: „faragatlan, durva ember”. Ez hasonlít a már fent említett pórias emberhez, sőt bizonyos, hogy a jelentésmódosulás ide vezethető vissza. 
Használták (és még ma is használják) a bugris alak, vagy bugris fráter kifejezéseket a köznyelvben. A bugris mint főnév ugyanúgy jelent faragatlan, durva embert, de egy új értelemben is használatossá vált a 20. század végére. 
Új jelentése a műveletlen, iskolázatlan, szegény paraszt. Később már nemcsak a parasztokra használták, hanem elvontabb értelmezésben is elterjedt a köznyelvben melléknévként (ÉrtSz., ÉKsz.)
A szó legújabb jelentése: „tanulatlan”, „faragatlan”, „alpári viselkedésű”. Az idők folyamán a szó új értelmet is kapott. Nemcsak a köznyelvben használták, új értelmezés szerint bugris névvel illették a nem kedvelt arisztokrata fiatalságot is.

## Példák
Ezek a jelentésváltozatok mindmáig élnek a köznyelvben, s  több helyen fordul elő, mint hinnénk. Nemcsak a köznyelvben, a szépirodalomban is megjelenik. A lírában például: Ady Endre, József Attila, vagy Weöres Sándor műveiben. Prózában például: Jókai regényeiben, vagy Varga József egyperces meséiben, ahol a bugris szó kevésbé a jelentése, inkább a hangalaki jelentősége miatt van jelen a műben:

### Menyasszonyfogás
– Jó napot, pöttyös szőrű! Ki vagy te?

– Hogy ki vagyok? Én vagyok az ürge.

- Fürge ürge, bőre szürke. Muris bugris, ugri-bugri – hadarta a vakond. – Ha szabad kérdeznem, mit keresel itt?
 
– Párt óhajtok. Menyasszonyt. Házasodni akarok.
 
– Házasodó barát, keresi az arát…

– Hallod-e, te pimasz, ne űzz ebből tréfát, elkapom az irhád!

– Csak sajnállak, nem gúnyollak…

– Inkább segíts nekem, hogy vőlegény legyek!

– Megpróbálom, megpróbálom, épp most látom, a szomszédom egy ürgelányt kerget.
Fuss oda, ragadd el, oltárhoz vezesd el!

### István, a király rockopera
Annak hogy a bugris ma is elterjedt szó, talán legjobb bizonyítéka az ország leghíresebb rockoperájának, az István, a király egyik közismert dala, amelynek szövegében a bugris szó szerepel, érthető tehát, hogy a bugris igencsak elterjedt szó a magyar köznyelvben.
Abcug Koppány
„Bosszantó egy bugris bunkó

abcug Koppány, le vele

Illemkódexről nem hallott

s nem tud még olvasni se”

## A bugris szó összetételei, alakváltozatai, és jelentésárnyalatai

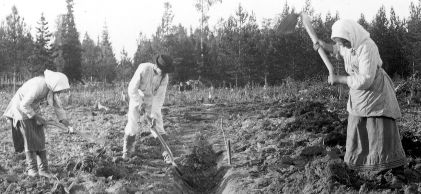
Dolgozó parasztok Finnországban

A bugris szóösszetételei kevésbé maradtak fenn, de a szótárakban, és különböző szépirodalmi művekben mégiscsak találhatunk néhány ilyen szóösszetételt. 
Leggyakoribb összetétele, amelyet még ma is használ a köznyelv, a bugris paraszt. Akadnak olyan összetételek is, amelyek kevésbé használatosak a mai magyar nyelvben: nagy bugris, bugris módon, bugris viselkedés, bugriskodik, bugrisság.
A bugris szavunkat a régi köznyelv más alakokban is megőrizte: bugoros, bugrics, bugriccs, buger, pugrics, pugris. A nyelvtörténet szerint a bugrics és a bugriccs népi torzításai az eredeti szónak, a buger alak eredetére vonatkozó utalások ellentmondóak. Egyik vélekedés szerint a buger a német „paraszt” (Bauer) átvétele, de utalhat a francia bougre, azaz „pasas” szóra is.

### A szó jelentésárnyalatai
- a világtól elmaradt lusta közpolgár, filiszter
- paraszt
- ostoba, nehéz felfogású
- neveletlen, műveletlen
- vásott rosszindulatú
- nagyfejű
- borzas rendetlen
- ordenáré
- alpári viselkedésű fiatal

Még többet tudhatunk meg a bugris szóról, ha egy összetettebb jelentésárnyalatának nézünk utána. Az ordenáré szó szinonimái a következők: durva, közönséges, faragatlan, illetlen, modortalan, udvariatlan, bárdolatlan, műveletlen, neveletlen, tanulatlan, parlagi, pallérozatlan, útszéli, goromba, alpári, bugris, nyers, vaskos, ocsmány, otromba, silány.
A bugris jelentése kezdetben még nem negatív töltetű volt, értelme: parasztember. Csak a 20. században kezdett negatív töltetet felvenni jelentését tekintve.

## A bugris tájnyelvi használatai
Ahogy minden szónak, a bugrisnak is külön változatai léteznek egy adott tájnyelvben. Baranyában a bugris embert, buger embernek hívják. Szlovák nyelvterületeken a buger szó jelentése: kövér fiú. Szeged környékén a bugris ostoba, nehéz felfogású embert jelent. A világtól elmaradt közpolgár Rimaszombat területén, Székesfehérváron neveletlen, műveletlent jelent. Rosszindulatút Zemplénben, nagyfejűt Nagykőrösön. Rendetlen, borzas, koszos embert Ugocsán. A Nagyszalontán használatos pugris szó jelentése gazdag paraszt. Az Alföldön faluban lakó paraszt, Hódmezővásárhelyen törpebirtokos.(SzegSz.), (SzlavSz.), (MTSZ.), (ÚMTsz.), (EtSz.), (TESz.).
Az alábbi idézetet egy újfehértói (Szabolcs-Szatmár-Bereg vármegye) kiállításon lévő táblán láthatjuk:
„Újfehértó jobbágyfaluként élte az elmúlt évszázadokat. Földműves társadalmának 65%-a az 1–10 hold földdel rendelkezők, azaz a kis- vagy bugrisparasztok táborába tartozott. Lakóházaik is ezt a vagyoni állapotot tükrözték. Ők lakták a döngölt földből (vert fal), sárból (fecskerakásos) vagy vályogból készült épületeket, a település legjellemzőbb háztípusába tartozó „egyvígű ház”-akat. Ezek tornác nélkül, rendszerint csapott nyeregtetővel készültek, héjazatukat pedig gyakran gaz, gyékény, csutka, esetleg nád alkotta.”

## Bibliográfia
- Franczia Dániel: A bugris szó értelmezése, eredete és története (2005)
- Magyar Narancs hetilap 13. évf./7. szám
- Czuczor Gergely–Fogarasi János: A magyar nyelv szótára I–VI. (Pest, 1867–1872)
- Ballagi Mór: A magyar nyelv teljes szótára I–II. (Pest, 1867–1872)
- Balassa József: A magyar nyelv szótára I–II. (Grill, 1940)
- Bárczi Géza–Országh László: A magyar nyelv értelmező szótára I–VII. (Akadémiai, 1959–1962)
- Juhász József–Szőke István–O. Nagy Gábor–Kovalovszky Miklós: Magyar értelmező kéziszótár (Akadémiai, 1972)
- Pusztai Ferenc: Magyar értelmező kéziszótár (Akadémiai, 2003)
- Szinnyei József: Magyar tájszótár (Budapest, 1893–1901)
- Szarvas Gábor–Simonyi Zsigmond: Magyar nyelvtörténeti szótár I–III. kötet (Budapest, 1890–1893)
- A magyar nyelv történeti-etimológiai szótára I. (A–Gy). Főszerk. Benkő Loránd. Budapest: Akadémiai. 1967. 380. o. ISBN 963-05-3810-5
- Bárczi Géza: Magyar szófejtő szótár. (Budapest, 1941)
- Kiss Gábor: Magyar szókincstár (Tinta Könyvkiadó, 1998)